# 在パラオ外国公館の一覧

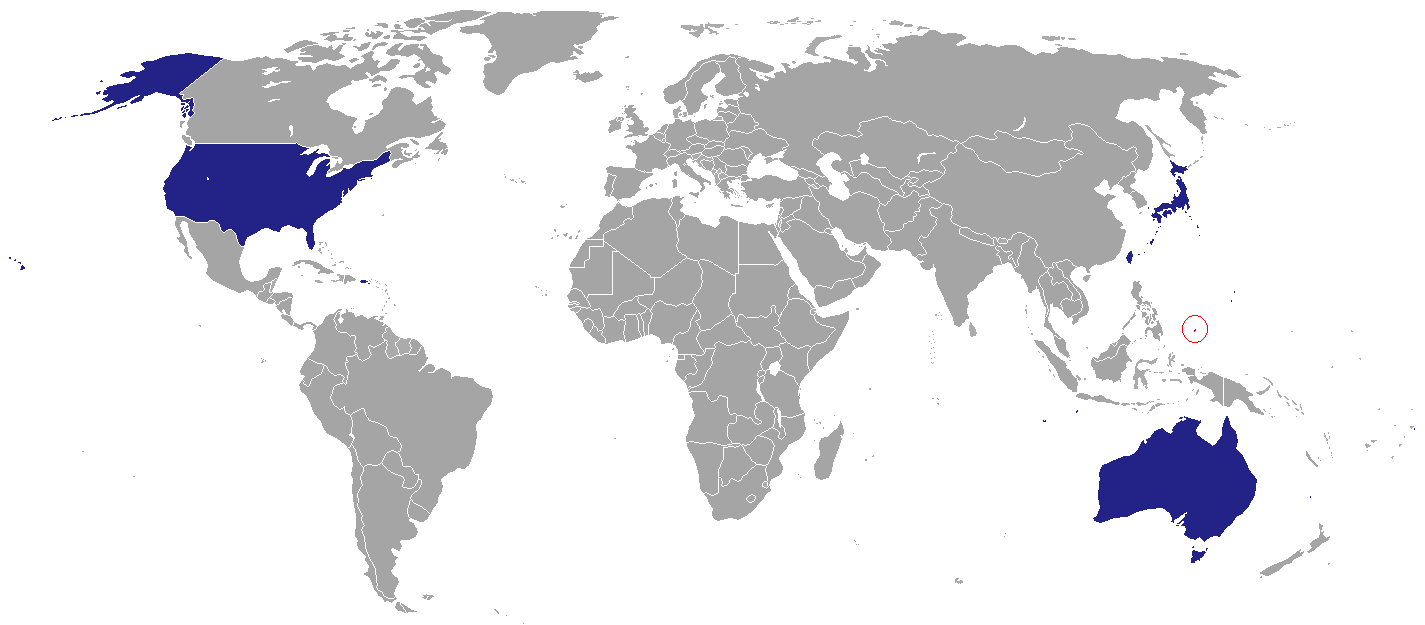
パラオに外交使節団を派遣している国

本項は、在パラオ外国公館の一覧である。旧首都のコロールに3ヶ国の大使館が置かれており、アイライに1ヶ国の大使館が置かれている。

## 大使館
アイライ
- アメリカ合衆国[1]

コロール
- オーストラリア[2]
- 中華民国（大使館）[3]
- 日本（大使館）[4]

## 大使が他国に駐在している国
括弧内は所在都市。
- オーストリア（マニラ）
- ベルギー（マニラ）
- ブラジル（マニラ）
- カナダ（キャンベラ）
- コロンビア（東京）
- チェコ（マニラ）
- デンマーク（シンガポール）
- フランス（マニラ）
- ドイツ（マニラ）
- ギリシャ（東京）
- インドネシア（マニラ）
- アイルランド（ニューヨーク）
- イスラエル（マニラ）
- イタリア（マニラ）
- 大韓民国（マニラ）
- コソボ（東京）
- マレーシア（マニラ）
- メキシコ（マニラ）
- ニュージーランド（サウス・タラワ）
- ポーランド（キャンベラ）
- ロシア（マニラ）
- 南アフリカ共和国（マニラ）
- スペイン（マニラ）
- スロバキア（東京）
- スウェーデン（東京）
- スイス（マニラ）
- トルコ（東京）
- イギリス（マニラ）
- ベトナム（マニラ）

## 撤退した大使館
- フィリピン（2012年に閉鎖された）[5]

## 脚註
1. ↑  U.S. Embassy in the Republic of Palau （英語）
2. ↑   （英語）
3. ↑  Embassy of the Republic of China (Taiwan) in the Republic of Palau （英語）
4. ↑  Embassy of Japan in the Republic of Palau （英語）
5. ↑  DFA undertakes official mission to Palau | Official Gazette of the Republic of the Philippines （英語）